# The Time Traveller
El viajero del tiempo (en inglés: The Time Traveller ; pronunciado /ðə taɪm ˈtrævələr/) fue un  fanzine de ciencia ficción, creado por Julius Schwartz, Allen Glasser, Forrest J. Ackerman y Mort Weisinger en 1932. Segundo fanzine de ciencia ficción creado en Estados Unidos, se originó en un club de fanes de la ciudad de Nueva York llamado Scienceers. Inicialmente Schwartz; de 17 años, era el Jefe de redacción, Glasser; con 24 años y Ackerman; de 16, eran editores y Weisinger; de 17, editor asociado. Se publicó también bajo los nombres Science Fiction Digest y Fantasy Magazine, antes de cesar su publicación en enero de 1937. 

## Desarrollo
El principal motivo de fama del zine fue la publicación de una historia rotativa de diecisiete partes llamada ‘Cosmos’ (julio de 1933- diciembre de 1934), cada parte escrita por un escritor diferente. La lista de escritores incluía a muchos de los protagonistas de ciencia ficción, fantasía, terror, ciencia ficción y aventuras durante ese período, incluidos Abraham Merritt, E. E. Smith, Edmond Hamilton, John W. Campbell, E. Hoffmann Price y Otis Adelbert Kline. Otros autores involucrados en el proyecto fueron David H. Keller, P. Schuyler Miller, Arthur J. Burks, Ralph Milne Farley, " Eando Binder ", Francis Flagg, Lloyd Arthur Eshbach, Bob Olsen, J. Harvey Haggard y Abner J. Gelula; Raymond A. Palmer escribió una entrega con su propio nombre y otra con el alias ‘Rae Winters’. Hamilton compuso el episodio final de la serie.